# Steve Gohouri
Lohoré Steve Ulrich Gohouri, född 8 februari 1981 i Treichville, Elfenbenskusten, hittad död i december 2015 i Krefeld, Tyskland, var en ivoriansk fotbollsspelare som spelade i tyska FC Rot-Weiß Erfurt. Han spelade också för det ivorianska landslaget.
I mitten av december 2015 anmäldes Gohouri försvunnen. Tre veckor senare hittades han död på stranden av floden Rhen.